# Táblás erdeiteknős
A táblás erdeiteknős (Chelonoidis denticulatus), korábban (Geochelone denticulata) a hüllők (Reptilia) osztályába és a teknősök (Testudines) rendjébe, a  Szárazföldi teknősfélék (Testudinidae) családjába tartozó faj.

## Előfordulása
Bolívia, Brazília, Kolumbia, Ecuador, Francia Guyana, Guyana, Peru, Suriname, Trinidad és Tobago, valamint Venezuela területén honos. Erdők, dzsungelek lakója.

## Megjelenése
A testhossza 50-60 centiméter, a súlya 3-4 kilogramm. Sötétbarna vagy fekete hátpáncéljuk feltűnően lapos és hátul meredeken ível lefelé. Haspáncéljuk többnyire agyagsárga, ritkán barna.
A kontinentális Dél-Amerika legnagyobbra növő szárazföldi teknősfaja és a hatodik legnagyobbra növő faj a családban, a galápagosi óriásteknős (Chelonoidis nigra), az aldabrai óriásteknős (Aldabrachelys gigantea), a sarkantyús teknős (Centrochelys sulcata), a leopárdteknős (Stigmochelys pardalis) és a barna teknős (Manouria emys) után.
|  |

## Életmódja
Növényevő, leginkább a földre hullott gyümölcsökkel táplálkozik.

## Szaporodása
A nőstények átlag 12 tojást tojnak a maguk vájta gödrökbe, amiket aztán gondosan betakarnak. 10-12 éves korukban érik el az ivarérettségüket.